# Paraplectanoides crassipes
Genre
Espèce
Paraplectanoides crassipes, unique représentant du genre Paraplectanoides, est une espèce d'araignées aranéomorphes de la famille des Araneidae.

## Distribution
Cette espèce est endémique d'Australie. Elle se rencontre en Nouvelle-Galles du Sud, au Queensland et en Tasmanie.

## Description
La femelle syntype mesure 9,3 mm.
Le mâle décrit par Hickman en 1976 mesure 2,0 mm et les femelles de 9,3 à 12,3 mm.

## Systématique et taxinomie
Cette espèce a été décrite par Keyserling en 1886.
Ce genre a été décrit par Keyserling en 1886. Il est placé dans les Paraplectanoididae par Kuntner et al. en 2023 puis dans les Araneidae par Hormiga et al. en 2023.

## Publication originale
- Keyserling, 1886 : Die Arachniden Australiens, nach der Natur beschrieben und abgebildet. Nürnberg, vol. 2, p. 87-152 (texte intégral).